# Parione paucisecta
Parione paucisecta är en kräftdjursart som först beskrevs av Richardson 1910.  Parione paucisecta ingår i släktet Parione och familjen Bopyridae. Inga underarter finns listade i Catalogue of Life.